# Italië op de Olympische Winterspelen 1994
Tijdens de Olympische Winterspelen van 1994, die in Lillehammer (Noorwegen) werden gehouden, nam Italië voor de zeventiende keer deel.

## Medailleoverzicht
| Sport       | Olympiër                                                           | Discipline                    | Medaille |
| ----------- | ------------------------------------------------------------------ | ----------------------------- | -------- |
| Alpineskiën | Deborah Compagnoni                                                 | reuzenslalom (v)              | Goud     |
| Langlaufen  | Manuela Di Centa                                                   | 15 km vrije stijl (v)         | Goud     |
| Langlaufen  | Manuela Di Centa                                                   | 30 km klassiek (v)            | Goud     |
| Langlaufen  | Maurilio De Zolt Marco Albarello Giorgio Vanzetta Silvio Fauner    | 4x10 km estafette (m)         | Goud     |
| Rodelen     | Gerda Weissensteiner                                               | vrouwen                       | Goud     |
| Rodelen     | Kurt Brugger Wilfried Huber                                        | dubbel                        | Goud     |
| Shorttrack  | Maurizio Carnino Orazio Fagone Hugo Herrnhof Mirko Vuillermin      | 5000 m aflossing (m)          | Goud     |
| Alpineskiën | Alberto Tomba                                                      | slalom (m)                    | Zilver   |
| Langlaufen  | Manuela Di Centa                                                   | 5 km klassiek (v)             | Zilver   |
| Langlaufen  | Manuela Di Centa                                                   | achtervolging 5 km+10 km (v)  | Zilver   |
| Rodelen     | Hansjörg Raffl Norbert Huber                                       | dubbel                        | Zilver   |
| Shorttrack  | Mirko Vuillermin                                                   | 500 m (m)                     | Zilver   |
| Alpineskiën | Isolde Kostner                                                     | afdaling (v)                  | Brons    |
| Alpineskiën | Isolde Kostner                                                     | super g (v)                   | Brons    |
| Bobsleeën   | Günther Huber Stefano Ticci                                        | 2-mansbob (m)                 | Brons    |
| Langlaufen  | Marco Albarello                                                    | 10 km klassiek (m)            | Brons    |
| Langlaufen  | Silvio Fauner                                                      | achtervolging 10 km+15 km (m) | Brons    |
| Langlaufen  | Stefania Belmondo                                                  | achtervolging 5 km+10 km (v)  | Brons    |
| Langlaufen  | Bice Vanzetta Manuela Di Centa Gabriella Paruzzi Stefania Belmondo | 4x5 km estafette (v)          | Brons    |
| Rodelen     | Armin Zöggeler                                                     | mannen                        | Brons    |

## Deelnemers en resultaten
(m) = mannen, (v) = vrouwen 

### Alpineskiën
| Olympiër             | Discipline       | Resultaat | Prestatie                                                        |
| -------------------- | ---------------- | --------- | ---------------------------------------------------------------- |
| Norman Bergamelli    | reuzenslalom (m) | 6e        | 2.53,12 (+0,66) 1.29,39+1.23,73                                  |
| Norman Bergamelli    | slalom (m)       | dnf-1     | opgave run 1                                                     |
| Luigi Colturi        | afdaling (m)     | 21e       | 1.47,05 (+1,30)                                                  |
| Alessandro Fattori   | super g (m)      | dnf       | opgave                                                           |
| Alessandro Fattori   | combinatie (m)   | dnf-s2    | opgave slalom run 2 afdaling: 1.38,25 slalom: — (53,77+dnf)      |
| Kristian Ghedina     | afdaling (m)     | 20e       | 1.46,99 (+1,24)                                                  |
| Kristian Ghedina     | combinatie (m)   | 16e       | 3.23,17 (+5,64) afdaling: 1.38,14 slalom: 1.45,03 (54,28+50,75)  |
| Gerhard Königsreiner | reuzenslalom (m) | 10e       | 2.53,61 (+1,15) 1.29,16+1.24,45                                  |
| Gianfranco Martin    | reuzenslalom (m) | 29e       | 2.59,84 (+7,38) 1.32,28+1.27,56                                  |
| Gianfranco Martin    | combinatie (m)   | 15e       | 3.22,69 (+5,16) afdaling: 1.38,84 slalom: 1.43,85 (53,58+50,27)  |
| Werner Perathoner    | super g (m)      | 5e        | 1.33,10 (+0,57)                                                  |
| Peter Runggaldier    | afdaling (m)     | 12e       | 1.46,39 (+0,64)                                                  |
| Peter Runggaldier    | super g (m)      | 15e       | 1.34,44 (+1,91)                                                  |
| Fabrizio Tescari     | slalom (m)       | dnf-1     | opgave run 1                                                     |
| Alberto Tomba        | reuzenslalom (m) | dq-2      | diskwalificatie run 2 1.29,53+dq                                 |
| Alberto Tomba        | slalom (m)       | Zilver    | 2.02,17 (+0,15) 1.02,84+59,33                                    |
| Pietro Vitalini      | afdaling (m)     | 13e       | 1.46,48 (+0,73)                                                  |
| Pietro Vitalini      | super g (m)      | 16e       | 1.34,46 (+1,93)                                                  |
| Angelo Weiss         | slalom (m)       | 8e        | 2.03,72 (+1,70) 1.02,77+1.00,95                                  |
|                      |                  |           |                                                                  |
| Deborah Compagnoni   | super g (v)      | 17e       | 1.23,54 (+1,39)                                                  |
| Deborah Compagnoni   | reuzenslalom (v) | Goud      | 2.30,97 1.20,37+1.10,60                                          |
| Deborah Compagnoni   | slalom (v)       | 10e       | 1.58,26 (+2,25) 1.00,25+58,01                                    |
| Morena Gallizio      | afdaling (v)     | 14e       | 1.37,94 (+2,01)                                                  |
| Morena Gallizio      | super g (v)      | 5e        | 1.22,73 (+0,58)                                                  |
| Morena Gallizio      | reuzenslalom (v) | dnf-1     | opgave run 1                                                     |
| Morena Gallizio      | slalom (v)       | 9e        | 1.58,19 (+2,18) 1.00,43+57,76                                    |
| Morena Gallizio      | combinatie (v)   | 4e        | 3.06,71 (+1,55) afdaling: 1.28,71 slalom: 1.38,00 (49,94+48,06)  |
| Isolde Kostner       | afdaling (v)     | Brons     | 1.36,85 (+0,92)                                                  |
| Isolde Kostner       | super g (v)      | Brons     | 1.22,45 (+0,30)                                                  |
| Isolde Kostner       | combinatie (v)   | dnf-s2    | opgave slalom run 2 afdaling: 1.28,52 slalom: — (54,04+dnf)      |
| Lara Magoni          | reuzenslalom (v) | 7e        | 2.34,67 (+3,70) 1.21,85+1.12,82                                  |
| Lara Magoni          | slalom (v)       | 16e       | 2.00,01 (+4,00) 1.00,77+59,24                                    |
| Barbara Merlin       | afdaling (v)     | 25e       | 1.38,65 (+2,72)                                                  |
| Barbara Merlin       | combinatie (v)   | 16e       | 3.17,31 (+12,15) afdaling: 1.29,67 slalom: 1.47,64 (55,79+51,85) |
| Sabina Panzanini     | reuzenslalom (v) | 15e       | 2.36,53 (+5,56) 1.22,94+1.13,59                                  |
| Bibiana Perez        | afdaling (v)     | dnf       | opgave                                                           |
| Bibiana Perez        | super g (v)      | dnf       | opgave                                                           |
| Bibiana Perez        | combinatie (v)   | 12e       | 3.10,64 (+5,48) afdaling: 1.29,15 slalom: 1.41,49 (52,78+48,71)  |
| Roberta Serra        | slalom (v)       | 7e        | 1.57,88 (+1,87) 1.00,39+57,49                                    |

### Biatlon
| Olympiër                                                               | Discipline             | Resultaat | Prestatie |
| ---------------------------------------------------------------------- | ---------------------- | --------- | --- |
| Pieralberto Carrara                                                    | 10 km (m)              | 23e       | 30.33,1 (+2.26,1) pen.: 3 (1 + 2)                                                                                           |
| Pieralberto Carrara                                                    | 20 km (m)              | 15e       | 1:00.14,2 (+3.48,9) pen.: 4 (0 + 2 + 0 + 2)                                                                                 |
| Patrick Favre                                                          | 20 km (m)              | 22e       | 1:00.40,3 (+3.15,0) pen.: 3 (0 + 1 + 1 + 1)                                                                                 |
| Wilfried Pallhuber                                                     | 10 km (m)              | 24e       | 30.35,2 (+2.28,2) pen.: 3 (1 + 2)                                                                                           |
| Wilfried Pallhuber                                                     | 20 km (m)              | 20e       | 1:00.27,1 (+3.01,8) pen.: 5 (2 + 0 + 2 + 1)                                                                                 |
| Johann Passler                                                         | 10 km (m)              | 13e       | 29.53,1 (+1.46,1) pen.: 2 (0 + 2)                                                                                           |
| Andreas Zingerle                                                       | 10 km (m)              | 44e       | 31.50,5 (+3.43,5) pen.: 2 (1 + 1)                                                                                           |
| Andreas Zingerle                                                       | 20 km (m)              | 6e        | 58.54,1 (+1.28,8) pen.: 3 (1 + 1 + 0 + 1)                                                                                   |
| Team Patrick Favre Johann Passler Pieralberto Carrara Andreas Zingerle | 4x7,5 km estafette (m) | 6e        | 1:33.17,3 (+2.55,2) pen.: 5 23.19,0 pen.: 0 (0 + 0) 23.02,3 pen.: 2 (0 + 2) 22.16,7 pen.: 0 (0 + 0) 24.39,3 pen.: 3 (0 + 3) |
|                                                                        |                        |           | |
| Nathalie Santer                                                        | 7,5 km (v)             | 7e        | 26.38,8 (+30,0) pen.: 3 (1 + 2)                                                                                             |
| Nathalie Santer                                                        | 15 km (v)              | 25e       | 56.07,4 (+4.00,8) pen.: 8 (2 + 2 + 1 + 3)                                                                                   |

### Bobsleeën
| Olympiër                                                         | Discipline              | Resultaat | Prestatie                                       |
| ---------------------------------------------------------------- | ----------------------- | --------- | ----------------------------------------------- |
| Günther Huber Stefano Ticci                                      | 2-mansbob (m) Italië I  | Brons     | 3.31,01 (+0,20) (52,61 / 52,80 / 52,69 / 52,91) |
| Pasquale Gesuito Antonio Tartaglia                               | 2-mansbob (m) Italië II | 9e        | 3.32,45 (+1,64) (52,92 / 53,33 / 52,89 / 53,31) |
| Pasquale Gesuito Paolo Canedi Silvio Calcagno Marcantonio Stiffi | 4-mansbob (m) Italië I  | 22e       | 3.31,95 (+4,17) (52,87 / 52,78 / 52,97 / 53,33) |
| Günther Huber Antonio Tartaglia Bernhard Mair Mirco Ruggiero     | 4-mansbob (m) Italië II | 9e        | 3.29,42 (+1,64) (51,78 / 52,29 / 52,60 / 52,75) |

### Freestyleskiën
| Olympiër          | Discipline  | Resultaat | Prestatie                         |
| ----------------- | ----------- | --------- | --------------------------------- |
| Simone Mottini    | moguls (m)  | 22e       | dnq (kwalificatie: 22,87 p.)      |
| Walter Osta       | moguls (m)  | 29e       | dnq (kwalificatie: 14,13 p.)      |
| Alessandro Scottà | aerials (m) | 21e       | dnq (kwalificatie: 149,34 p.)     |
| Freddy Romano     | aerials (m) | 23e       | dnq (kwalificatie: 115,21 p.)     |
| Silvia Marciandi  | moguls (v)  | 10e       | 23,36 p. (kwalificatie: 22,99 p.) |
| Petra Moroder     | moguls (v)  | 22e       | dnq (kwalificatie: 19,83 p.)      |

### Langlaufen
| Olympiër                                                                | Discipline                    | Resultaat | Prestatie                                         |
| ----------------------------------------------------------------------- | ----------------------------- | --------- | ------------------------------------------------- |
| Marco Albarello                                                         | 10 km klassiek (m)            | Brons     | 24.42,3 (+22,2)                                   |
| Marco Albarello                                                         | achtervolging 10 km+15 km (m) | 10e       | +2.25,3 (10 km:24.42 + 15 km:37.52,1)             |
| Maurilio De Zolt                                                        | 30 km vrije stijl (m)         | 5e        | 1:14.55,5 (+2.29,1)                               |
| Maurilio De Zolt                                                        | 50 km klassiek (m)            | 7e        | 2:10.12,1 (+2.51,8)                               |
| Silvio Fauner                                                           | 10 km klassiek (m)            | 8e        | 25.08,1 (+48,0)                                   |
| Silvio Fauner                                                           | 30 km vrije stijl (m)         | 7e        | 1:15.27,7 (+3.01,3)                               |
| Silvio Fauner                                                           | 50 km klassiek (m)            | 11e       | 2:11.09,6 (+3.49,3)                               |
| Silvio Fauner                                                           | achtervolging 10 km+15 km (m) | Brons     | +1.39,8 (10 km:25.08 + 15 km:36.40,6)             |
| Gianfranco Polvara                                                      | 30 km vrije stijl (m)         | dq        | diskwalificatie                                   |
| Gianfranco Polvara                                                      | 50 km klassiek (m)            | 31e       | 2:18.40,3 (+11.20,0)                              |
| Fulvio Valbusa                                                          | 10 km klassiek (m)            | 29e       | 26.26,2 (+2.06,1)                                 |
| Fulvio Valbusa                                                          | achtervolging 10 km+15 km (m) | 22e       | +4.27,5 (10 km:26.26 + 15 km:38.10,3)             |
| Giorgio Vanzetta                                                        | 10 km klassiek (m)            | 15e       | 25.48,1 (+1.28,0)                                 |
| Giorgio Vanzetta                                                        | 30 km vrije stijl (m)         | 14e       | 1:16.35,2 (+4.08,8)                               |
| Giorgio Vanzetta                                                        | 50 km klassiek (m)            | 8e        | 2:10.16,4 (+2.56,1)                               |
| Giorgio Vanzetta                                                        | achtervolging 10 km+15 km (m) | 9e        | +2.22,8 (10 km:25.48 + 15 km:36.43,6)             |
| Team Maurilio De Zolt Marco Albarello Giorgio Vanzetta Silvio Fauner    | 4x10 km estafette (m)         | Goud      | 1:41.15,0 26.13,0 25.53,9 24.59,1 24.09,0         |
|                                                                         |                               |           |                                                   |
| Stefania Belmondo                                                       | 5 km klassiek (v)             | 13e       | 15.04,0 (+55,2)                                   |
| Stefania Belmondo                                                       | 15 km vrije stijl (v)         | 4e        | 41.33,6 (+1.49,1)                                 |
| Stefania Belmondo                                                       | achtervolging 5 km+10 km (v)  | Brons     | +43,0 (5 km:15.04 + 10 km:27.17,1)                |
| Guidina Dal Sasso                                                       | 30 km klassiek (v)            | 17e       | 1:30.47,5 (+5.05,9)                               |
| Manuela Di Centa                                                        | 5 km klassiek (v)             | Zilver    | 14.28,3 (+19,5)                                   |
| Manuela Di Centa                                                        | 15 km vrije stijl (v)         | Goud      | 39.44,5                                           |
| Manuela Di Centa                                                        | 30 km klassiek (v)            | Goud      | 1:25.41,6                                         |
| Manuela Di Centa                                                        | achtervolging 5 km+10 km (v)  | Zilver    | +8,3 (5 km:14.28 + 10 km:27.18,4)                 |
| Gabriella Paruzzi                                                       | 5 km klassiek (v)             | 24e       | 15.34,7 (+1.25,9)                                 |
| Gabriella Paruzzi                                                       | 15 km vrije stijl (v)         | 12e       | 43.05,1 (+3.20,6)                                 |
| Gabriella Paruzzi                                                       | 30 km klassiek (v)            | 30e       | 1:33.28,9 (+7.47,3)                               |
| Gabriella Paruzzi                                                       | achtervolging 5 km+10 km (v)  | 18e       | +2.50,8 (5 km:15.34 + 10 km:28.54,9)              |
| Sabina Valbusa                                                          | 15 km vrije stijl (v)         | 26e       | 45.03,9 (+5.19,4)                                 |
| Bice Vanzetta                                                           | 5 km klassiek (v)             | 19e       | 15.21,3 (+1.12,5)                                 |
| Bice Vanzetta                                                           | achtervolging 5 km+10 km (v)  | 34e       | +5.05,0 (5 km:15.21 + 10 km:31.22,1)              |
| Team Bice Vanzetta Manuela Di Centa Gabriella Paruzzi Stefania Belmondo | 4x5 km estafette (v)          | Brons     | 58.42,6 (+1.30,1) 15.58,6 14.29,2 14.38,0 13.36,8 |

### Noordse combinatie
| Olympiër                                      | Discipline      | Resultaat | Prestatie |
| --------------------------------------------- | --------------- | --------- | --- |
| Andrea Cecon                                  | individueel (m) | 33e       | +8.17,2 — schans: 192,5 p — 15 km: 41.22,1 |
| Andrea Longo                                  | individueel (m) | 44e       | +11.41,2 — schans: 169,5 p — 15 km: 42.13,1 |
| Simone Pinzani                                | individueel (m) | 49e       | +14.18,8 — schans: 168,0 p — 15 km: 44.40,7 |
| Team Simone Pinzani Andrea Longo Andrea Cecon | team (m)        | 11e       | +22.20,3 — schans: 544,5 p — 30 km: 1:29.27,1 schans: 173,0 p — 10 km: 31.29,6 schans: 179,5 p — 10 km: 29.02,3 schans: 192,0 p — 10 km: 28.55,2 |

### Rodelen
| Olympiër                     | Discipline | Resultaat | Prestatie                                             |
| ---------------------------- | ---------- | --------- | ----------------------------------------------------- |
| Armin Zöggeler               | mannen     | Brons     | 3.21,833 (+0,262) (50,441 / 50,601 / 50,365 / 50,426) |
| Arnold Huber                 | mannen     | 4e        | 3.22,418 (+0,847) (50,558 / 50,763 / 50,546 / 50,551) |
| Norbert Huber                | mannen     | 6e        | 3.22,474 (+0,903) (50,659 / 50,836 / 50,399 / 50,580) |
| Gerda Weissensteiner         | vrouwen    | Goud      | 3.15,517 (48,740 / 48,890 / 48,950 / 48,937)          |
| Natalie Obkircher            | vrouwen    | 5e        | 3.16,937 (+1,420) (49,046 / 49,252 / 49,181 / 49,458) |
| Kurt Brugger Wilfried Huber  | dubbel     | Goud      | 1.36,720 (48,348 / 48,372)                            |
| Hansjörg Raffl Norbert Huber | dubbel     | Zilver    | 1.36,769 (+0,049) (48,274 / 48,495)                   |

### Schaatsen
| Olympiër             | Discipline   | Resultaat | Prestatie                 |
| -------------------- | ------------ | --------- | ------------------------- |
| Davide Carta         | 500 m (m)    | 32e       | 37,98 (+1,65)             |
| Davide Carta         | 1000 m (m)   | 38e       | 1.16,46 (+4,03)           |
| Davide Carta         | 1500 m (m)   | 34e       | 1.57,46 (+6,17)           |
| Alessandro De Taddei | 500 m (m)    | 29e       | 37,87 (+1,54)             |
| Alessandro De Taddei | 1000 m (m)   | 30e       | 1.15,62 (+3,19)           |
| Alessandro De Taddei | 1500 m (m)   | dnf       | opgave                    |
| Roberto Sighel       | 1000 m (m)   | 25e       | 1.15,35 (+2,92)           |
| Roberto Sighel       | 1500 m (m)   | 12e       | 1.54,51 (+3,22)           |
| Roberto Sighel       | 5000 m (m)   | 15e       | 6.57,70 (+22,74)          |
| Roberto Sighel       | 10.000 m (m) | 15e       | 14.27,59 (+57,04)         |
|                      |              |           |                           |
| Elena Belci          | 1500 m (v)   | 12e       | 2.05,99 (+3,80)           |
| Elena Belci          | 3000 m (v)   | dq        | diskwalificatie (4.20,32) |
| Elena Belci          | 5000 m (v)   | 4e        | 7.20,33 (+5,96)           |
| Elisabetta Pizio     | 1500 m (v)   | 29e       | 2.11,02 (+8,83)           |
| Elisabetta Pizio     | 3000 m (v)   | 18e       | 4.32,34 (+14,91)          |

### Schansspringen
| Olympiër                                                 | Discipline                     | Resultaat | Prestatie |
| -------------------------------------------------------- | ------------------------------ | --------- | --- |
| Roberto Cecon                                            | normale schans individueel (m) | 19e       | 226,5 punten 115,0 p. (90,5 m) + 111,5 p. (88,5 m) |
| Roberto Cecon                                            | grote schans individueel (m)   | 16e       | 188,2 punten 85,2 p. (104,0 m) + 103,0 p. (112,5 m) |
| Ivan Lunardi                                             | normale schans individueel (m) | 32e       | 198,5 punten 95,5 p. (84,0 m) + 103,0 p. (84,5 m) |
| Ivan Lunardi                                             | grote schans individueel (m)   | 20e       | 171,6 punten 92,4 p. (108,0 m) + 79,2 p. (101,5 m) |
| Ivo Pertile                                              | normale schans individueel (m) | 31e       | 204,5 punten 111,5 p. (89,5 m) + 93,0 p. (80,0 m) |
| Ivo Pertile                                              | grote schans individueel (m)   | 32e       | 140,9 punten 72,0 p. (97,5 m) + 68,9 p. (95,5 m) |
| Team Ivo Pertile Andrea Cecon Roberto Cecon Ivan Lunardi | grote schans team (m)          | 8e        | 782,3 punten 96,1 p. (109,5 m) + 103,7 p. (114,0 m) 87,9 p. (108,0 m) + 69,9 p. (98,0 m) 123,5 p. (125,0 m) + 112,7 p. (119,0 m) 98,3 p. (111,0 m) + 90,2 p. (106,5 m) |

### Shorttrack
| Olympiër                                                                      | Discipline           | Resultaat | Prestatie                                                           |
| ----------------------------------------------------------------------------- | -------------------- | --------- | ------------------------------------------------------------------- |
| Orazio Fagone                                                                 | 500 m (m)            | dq        | dnq, vr 4: diskwalificatie                                          |
| Orazio Fagone                                                                 | 1000 m (m)           | 15e       | dnq, kf 1: diskwalificatie, vr 5 (2e): 1.32,19                      |
| Mirko Vuillermin                                                              | 500 m (m)            | Zilver    | Finale: 43,47, hf 1 (1e): 43,58, kf 1 (2e): 43,85, vr 6 (1e): 44,29 |
| Mirko Vuillermin                                                              | 1000 m (m)           | 21e       | dnq, vr 1 (3e): 1.33,51                                             |
| Maurizio Carnino Orazio Fagone Hugo Herrnhof Mirko Vuillermin                 | 5000 m aflossing (m) | Goud      | Finale: 7.11,74, hf 1 (1e): 7.13,34                                 |
|                                                                               |                      |           |                                                                     |
| Barbara Baldissera                                                            | 500 m (v)            | 24e       | dnq, vr 4 (3e): 1.19,96                                             |
| Marinella Canclini                                                            | 500 m (v)            | 11e       | dnq, kf 2 (4e): 1.28,77, vr 6 (1e): 47,19                           |
| Marinella Canclini                                                            | 1000 m (v)           | 15e       | dnq, kf 1 (4e): 1.39,20, vr 5 (2e): 1.39,74                         |
| Katia Colturi                                                                 | 1000 m (v)           | 22e       | dnq, vr 3 (3e): 1.46,89                                             |
| Katia Mosconi                                                                 | 500 m (v)            | 18e       | dnq, vr 7 (3e): 47,90                                               |
| Katia Mosconi                                                                 | 1000 m (v)           | 18e       | dnq, vr 2 (3e): 1.41,51                                             |
| Barbara Baldissera Marinella Canclini Katia Colturi Katia Mosconi Mara Urbani | 3000 m aflossing (v) | 4e        | B-finale: 4.34,46, hf 1 (4e): 4.45,18                               |

### IJshockey
| Olympiër | Discipline | Resultaat | Prestatie |
| --- | ---------- | --------- | --- |
| Bruno Campese David Delfino Mike Rosati Phil Di Gaetano Robert Oberrauch Leo Insam Giocondo Camazzola Bill Stewart Toni Circelli Mike De Angelis Luigi Da Corte Emilio Iovio Lino De Toni Roland Ramoser Maurizio Mansi Bruno Zarrillo Gaetano Orlando Alexander Gschliesser Patrick Brugnoli Lucio Topatigh Martin Pavlu Vezio Sacratini Stephan Figliuzzi | mannen     | 9e        | Voorronde groep B: 2- 7 Italië - Canada 1- 4 Italië - Zweden 4-10 Italië - Slowakije 7- 3 Italië - Frankrijk 1- 7 Italië - Verenigde Staten Wedstrijd om 9e t/m 12e plaats: 6- 3 Italië - Noorwegen Wedstrijd om de 9e plaats: 3- 2 Italië - Frankrijk |

Amerikaanse Maagdeneilanden · Amerikaans-Samoa · Andorra · Argentinië · Armenië · Australië · België · Bermuda · Bosnië en Herzegovina · Brazilië · Bulgarije · Canada · Chili · China · Chinees Taipei · Cyprus · Denemarken · Duitsland · Estland · Fiji · Finland · Frankrijk · Georgië · Griekenland · Groot-Brittannië · Hongarije · IJsland · Israël · Italië · Jamaica · Japan · Kazachstan · Kirgizië · Kroatië · Letland · Liechtenstein · Litouwen · Luxemburg · Mexico · Moldavië · Monaco · Mongolië · Nederland · Nieuw-Zeeland · Noorwegen · Oekraïne · Oezbekistan · Oostenrijk · Polen · Portugal · Puerto Rico · Roemenië · Rusland · San Marino · Senegal · Slovenië · Slowakije · Spanje · Trinidad en Tobago · Tsjechië · Turkije · Verenigde Staten · Wit-Rusland · Zuid-Afrika · Zuid-Korea · Zweden · Zwitserland